# Viru-Nigula
Viru-Nigula è un comune rurale dell'Estonia nordorientale, nella contea di Lääne-Virumaa. Il centro amministrativo è l'omonima località (in estone küla).

## Località
Oltre al capoluogo, il comune comprende altre 34 località:
Aasukalda - Iila - Kabeli - Kaliküla - Kanguristi - Kiviküla - Koila - Kunda - Kurna - Kutsala - Kuura - Letipea - Linnuse - Mahu - Malla - Marinu - Metsavälja - Nugeri - Ojaküla - Paasküla - Pada - Pada-Aruküla - Pärna - Pikaristi - Samma - Selja - Siberi - Simunamäe - Toomika - Tüükri - Unukse - Varudi - Vasta - Võrkla